# Acquisition de Twitter par Elon Musk
Le 14 avril 2022, l'entrepreneur Elon Musk propose d'acheter la société de réseaux sociaux Twitter, Inc. pour 43 milliards de dollars, après avoir précédemment acquis 9,1 % des actions de la société pour 2,64 milliards le 4 avril, devenant ainsi son principal actionnaire. Twitter avait alors invité Musk à rejoindre leur conseil d'administration, ce que Musk a accepté avant de changer d'avis. En réponse à la proposition de Musk, Twitter a annoncé le lendemain une stratégie de pilule empoisonnée pour permettre aux actionnaires d'acheter des actions supplémentaires en cas de rachat.
Le 25 avril, le conseil d'administration de Twitter accepte l'offre de rachat de Musk de 44 milliards de dollars. Après un renoncement au rachat et alors que l'affaire s'acheminait vers une issue judiciaire, Elon Musk finit par accepter le rachat de l'entreprise en octobre 2022. Il est accompagné dans ce rachat de divers actionnaires, pour un total de 7,134 milliards de dollars.
Les premières semaines en tant que nouvel actionnaire sont assez mouvementées et Twitter perd des annonceurs.

## Contexte
Elon Musk a publié son premier tweet sur son compte Twitter personnel en juin 2010, et avait plus de 80 millions de followers au moment de l'achat. En 2017, en réponse à un tweet suggérant à Musk d'acheter Twitter, il a répondu : « Combien ça coûte ? »
Le 20 mars 2022, le compte Twitter du site web de satire conservatrice chrétienne The Babylon Bee (en) a été suspendu pour avoir qualifié la sous-secrétaire américaine à la Santé Rachel Levine, une femme transgenre, de leur homme de l'année, ce qui, selon Twitter, a violé sa politique pour conduite haineuse. Le Babylon Bee a refusé de supprimer le tweet afin de retrouver l'accès au compte, et Twitter a rejeté leur appel,. Le 24 mars, Musk a commencé à tweeter des déclarations critiquant Twitter, interrogeant ses abonnés pour savoir si Twitter adhérait au principe selon lequel « la liberté d'expression est essentielle au fonctionnement d'une démocratie ».

## Prélude

### Premiers développements
Elon Musk commence à acheter des actions Twitter à partir du 31 janvier 2022. Le 4 avril, Elon Musk annonce qu'il avait acquis 9,1 % des actions de Twitter pour 2,64 milliards de dollars le 14 mars faisant de lui le principal actionnaire de la société. À la suite de l'annonce, l'action de Twitter connaît sa plus forte augmentation intra journalière depuis l'introduction en bourse (IPO) de la société en 2013, augmentant jusqu'à 27 %. Le 5 avril, Twitter invite Musk à rejoindre le conseil d'administration de l'entreprise, ce que Musk refuse. La position aurait interdit à Musk d'aller au-delà d'un 14,9 % de participation à la prise de décision. Quatre jours plus tard, avant que la nomination de Musk ne prenne effet, Musk revient sur sa décision de rejoindre le conseil d'administration après avoir publié plusieurs tweets critiquant l'entreprise.

### Offre de rachat
Le 14 avril 2022, Musk fait une offre non sollicitée et non contraignante d'achat de la société pour 43 milliards de dollars, ou 54,20 $ par action. L'offre est décrite comme une tentative de prise de contrôle hostile,, la société répondant que le conseil « examinerait attentivement la proposition pour déterminer la ligne de conduite qu'il estime être dans le meilleur intérêt de la société et de tous les actionnaires de Twitter ». Dans une interview à TED, Musk a déclaré qu'il croyait au « potentiel de l'entreprise d'être la plate-forme de la liberté d'expression dans le monde entier », qualifiant la liberté d'expression d'« impératif sociétal pour une démocratie qui fonctionne » et insistant sur le fait qu'il n'avait pas fait l'offre d'augmenter sa richesse,. Il a également montré peu d'intérêt à lutter contre la censure gouvernementale dans le monde, affirmant que « Twitter devrait respecter les lois du pays », se montrant plutôt préoccupé par les politiques de modération de Twitter. Le prix de 54,20 $ par action serait une référence à 420, un terme d'argot dans la culture du cannabis pour la consommation de marijuana.
Le 15 avril, le conseil d'administration de Twitter annonce une stratégie de « pilule empoisonnée», qui permettrait aux actionnaires d'acheter des actions supplémentaires en cas d'OPA hostile ; le plan expirera le 14 avril 2023. Le 20 avril, Musk révèle qu'il avait obtenu 46,5 $ milliards de dollars de financement, notamment de Morgan Stanley, Bank of America, Barclays, MUFG, Société générale, Mizuho Bank et BNP Paribas, pour une éventuelle offre publique d'achat visant à acquérir la société. Le financement comprenait 12,5 $ milliards de dollars de prêts contre les actions de Musk dans Tesla et 21 $ milliards de dollars en financement par actions, comme avec la vente d'actions Tesla,. On estime que les prêts coûtent à Twitter environ 1 $ milliard en frais de gestion. Deux jours plus tard, Musk enregistre trois sociétés holding sous le nom de "X Holdings" en vue de son rachat.

### Constitution du tour de table
Alors que l'on pensait initialement qu'Elon Musk serait le seul propriétaire de Twitter à l'issue du rachat, des informations provenant des régulateurs financiers américains divulguent le tour de table final. On apprend ainsi qu'une liste de 18 investisseurs se porte acheteur de Twitter à hauteur de 7,136 milliards de dollars sur les 44 milliards de dollars que doit débourser Elon Musk. Parmi ces investisseurs on trouve Binance ou le fonds d'investissement de Larry Ellison. La constitution de ce tour de table agissant aux côtés d'Elon Musk allégera d'autant plus sa part et ses besoins en financements. Elon Musk finance de son côté son rachat de Twitter grâce à un prêt sur marge d'actions Tesla auprès d'un pool bancaire,.
| Nom                                        | Montant (en millions $) |
| ------------------------------------------ | ----------------------- |
| A.M. Management & Consulting               | 25                      |
| AH Capital Management, L.L.C. (a16z)       | 400                     |
| Aliya Capital Partners LLC                 | 360                     |
| BAMCO, Inc. (Baron)                        | 100                     |
| Binance                                    | 500                     |
| Brookfield                                 | 250                     |
| DFJ Growth IV Partners, LLC                | 100                     |
| Fidelity Management & Research Company LLC | 316,139386              |
| Honeycomb Asset Management LP              | 5                       |
| Key Wealth Advisors LLC                    | 30                      |
| Lawrence J. Ellison Revocable Trust        | 1 000                   |
| Litani Ventures                            | 25                      |
| Qatar Holding LLC                          | 375                     |
| Sequoia Capital Fund, L.P.                 | 800                     |
| Strauss Capital LLC                        | 150                     |
| Tresser Blvd 402 LLC (Cartenna)            | 8,5                     |
| VyCapital                                  | 700                     |
| Witkoff Capital                            | 100                     |

## Offre de rachat initiale
Le 24 avril, Twitter était en négociations finales pour accepter l'offre de Musk,, avec un accord qui devrait être conclu le lendemain. Cependant, Reuters a averti que l'accord pourrait encore s'effondrer à la dernière minute. Le conseil d'administration de Twitter a accepté publiquement et à l'unanimité l'offre de rachat le 25 avril pour 44 $ milliards, et Twitter deviendra une société non cotée en bourse une fois la transaction terminée en 2022. L'accord nécessitera l'approbation des actionnaires et des autorités réglementaires avant de pouvoir être finalisé, bien que les analystes pensaient qu'il était peu probable qu'il soit contesté par les régulateurs. Le PDG de Twitter, Parag Agrawal, recevra 39 $ millions de dollars du rachat, tandis que le cofondateur et ancien PDG de Twitter, Jack Dorsey, recevra 978 $ millions. La capitalisation boursière de Tesla a chuté de plus de 125 milliards de dollars le jour suivant, faisant perdre à Musk environ 30 $ milliards de sa valeur nette,. Le 28 avril, Twitter a rassuré les agences de publicité sur le fait que le rachat n'aurait pas pour conséquence que leurs annonces seraient publiées à côté de messages offensants.
Après l'annonce de l'acceptation, Musk déclare que son premier plan était de rendre l'algorithme qui classe les tweets dans le flux de contenu open source, afin d'augmenter la transparence. Il a également déclaré son intention de supprimer les spambots et « d'authentifier tous les vrais humains ». En outre, Musk a suggéré de convertir le siège social de Twitter à San Francisco en un refuge pour sans-abri et a déclaré qu'il n'avait pas confiance dans la direction de Twitter. Il a par la suite publié des tweets critiquant les dirigeants de Twitter tels que Vijaya Gadde, ce qui a conduit à un harcèlement qualifié de raciste et de sexiste,,. L'ancien PDG de Twitter, Dick Costolo, a dénoncé les critiques de Musk, tandis que Parag Agrawal a déclaré qu'il était fier des employés de Twitter malgré le bruit autour de l'entreprise.

## Renoncement au rachat

### Suspension du processus de rachat
Le vendredi 13 mai 2022, Elon Musk annonce la suspension du processus de rachat. S'il n'y a pas de raison clairement exprimée, il semble que les raisons sont à rechercher dans l'estimation du nombre de faux comptes. Historiquement évalués à environ 5%, l'estimation de la part de ceux-ci apparaît être une source de divergence entre Twitter et Elon Musk. Si l'estimation de cette part venait à être plus importante, cela pourrait modifier le prix d'achat de Twitter.
À la suite de cette annonce, l'action Twitter a chuté de 20 % dans les échanges en pré-ouverture de Wall Street.
La suspension du processus d'acquisition et la remise en question du nombre de faux comptes serait au vu des analystes financiers une mesure destinée à remettre en question le prix d'acquisition et à le faire baisser. Avec à la manœuvre un Elon Musk qui adopte une communication agressive sur son compte Twitter, déclarant le 17 mai 2022 « Mon offre était basée sur le fait que les déclarations de Twitter à la SEC étaient correctes. Hier, le directeur général de Twitter a publiquement refusé de montrer des preuves que le chiffre est inférieur à 5 %. L'opération ne peut pas avancer tant qu'il ne le fait pas ». Dénonçant de fait un manque de transparence de la part de Twitter dans le processus d'évaluation du nombre de faux comptes.
C'est par un courrier envoyé le 6 juin 2022 à la SEC qu'Elon Musk officialise la possibilité d'abandonner son projet de rachat de Twitter au cas où les informations demandées à Twitter ne lui étaient pas délivrées. Elon Musk réclame à Twitter de lui fournir des données afin de mener lui même des estimations du nombre de faux comptes.

### Renoncement au rachat
C'est par un courrier envoyé le 8 juillet 2022 à la Securities and Exchange Commission qu'Elon Musk a officialisé son renoncement au rachat de Twitter. Arguant d'informations selon lesquelles Twitter « semble avoir fait des déclarations fausses et trompeuses », Elon Musk estime que Twitter a enfreint plusieurs clauses de l'accord de rachat, notamment en ne fournissant pas suffisamment d'informations quant au pourcentage de faux comptes présent sur la plateforme. Elon Musk de souligner que « ces informations sont fondamentales pour l'activité et les performances financières de Twitter ».
La société Twitter parie encore sur la possibilité d'un rachat d'Elon Musk et « le conseil d'administration de Twitter s'engage à conclure la transaction au prix et aux conditions convenus avec M. Musk et prévoit d'engager une action en justice pour faire respecter l'accord de fusion ». Il s'agit pour Twitter d'un scénario catastrophe car la société est perdante quelle que soit l'issue de la bataille judiciaire qui s'annonce. Quel serait l'avenir de Twitter rachetée par un Elon Musk qui n'en veut pas ? De l'autre côté, Twitter va devoir batailler des années et déballer devant les tribunaux toutes les informations sur la réalité des faux comptes, pour éventuellement récupérer la pénalité de renoncement de la part d'Elon Musk.
C'est par une plainte auprès des tribunaux du Delaware que les avocats de Twitter ont répondu au renoncement exprimé par Elon Musk. Dans cette plainte, les avocats de Twitter mettent en exergue le mode d'action d'Elon Musk : « Musk croit apparemment qu'il est libre, contrairement à toute autre partie soumise au droit des contrats du Delaware, de changer d'avis, de saccager l'entreprise, de perturber son fonctionnement, de détruire la valeur pour les actionnaires et de se retirer ». Twitter reproche également à Elon Musk la tonalité de ses tweets, leur caractère désobligeant et le manque de sérieux avec lequel Elon Musk traite le processus d'acquisition de Twitter : « pour Musk, il semblerait que Twitter, les intérêts de ses actionnaires, la transaction à laquelle il a consenti et la procédure judiciaire pour la faire respecter soient une plaisanterie ».
Mais alors que Twitter souhaite aller vite afin de faire cesser cette période d'incertitudes, Elon Musk s'oppose à un traitement accéléré de la procédure et a déposé vendredi 15 juillet un recours. Selon lui, un traitement à partir de février 2023 serait approprié au vu de la masse de documents à analyser, alors que Twitter envisage un traitement pour septembre 2022. Elon Musk appuie sa demande sur la volonté qu'il a de ne pas bâcler l'affaire.
Le 19 juillet 2022, Twitter a saisi la justice pour forcer Elon Musk à le racheter pour 44 milliards de dollars comme il s'y était engagé avant de renoncer à son rachat.

### Vers une issue judiciaire
Après la dénonciation officielle du processus de rachat auprès de la SEC et la plainte de la société Twitter devant les juridictions du Delaware, l'issue du dossier prend un tour judiciaire. Mais alors qu'Elon Musk souhaite une date de procès éloignée propice à une étude approfondie, la justice américaine a fixé la date du début du procès au mois d'octobre et pour une durée de cinq jours. La procédure judiciaire va se dérouler devant la Delaware Court of Chancery (en), une juridiction spécialisée dans le droit des affaires. Dans une ordonnance du 29 juillet 2022, un juge du Delaware a fixé les dates du procès entre Elon Musk et Twitter, qui aura lieu du 17 au 21 octobre 2022.
Elon Musk a déposé une plainte contre Twitter le 29 juillet 2022 devant la Delaware Court of Chancery. La plainte porte sur le fait que, selon Elon Musk, Twitter aurait menti quant à son nombre de comptes monétisables après avoir accepté l'offre d'Elon Musk. Dans le document de 165 pages joint à la plainte, les avocats d'Elon Musk soulignent que Twitter « masque la vérité » en se basant sur 238 millions d'utilisateurs quotidiens de Twitter. Il y aurait 65 millions de faux comptes à déduire du nombre d'utilisateurs monétisable qu'annonce Twitter. Et si on prend l'exposition aux annonces publicitaires, elle ne concerne que 16 millions de comptes quotidiens selon Elon Musk. La plainte d'Elon Musk précise qu'à cause de ces représentations faussées, « Twitter a empêché frénétiquement l'information de circuler dans une tentative désespérée d'empêcher (Elon Musk) de découvrir la fraude ». En avançant ces arguments, Elon Musk souhaite convaincre la cour du Delaware de le libérer de son obligation de rachat de Twitter. Il souhaite par la même occasion obtenir des dommages et intérêts.

## Rachat
Il s'agit d'une nouvelle volte-face de la part d'Elon Musk qui évitera le conflit juridique ouvert avec Twitter. Elon Musk a envoyé un courrier le 4 octobre 2022 afin de reprendre le rachat de Twitter au cours initialement prévu, soit 54,20$ par action. Les autorités de marché ont suspendu la cotation du titre Twitter. En reprenant sa proposition de rachat, Elon Musk l'assortit de deux conditions : l'obtention des financements et l'arrêt des poursuites par Twitter. Au vu de la nouvelle configuration, la juge chargée du dossier a décidé d'ajourner la procédure jusqu'au 28 octobre 2022. Si à cette date le rachat n'a pas été conclu, le procès aura lieu à de nouvelles dates en novembre 2022.
Le 27 octobre 2022, Elon Musk annonce avoir finalisé le rachat de Twitter selon le plan initial. Il en profite pour remercier trois des principaux dirigeants du groupe : le CEO Parag Agrawal, le directeur financier Ned Segal et la responsable des affaires juridiques Vijaya Gadde.
Le premier tweet d'Elon Musk en tant que propriétaire de Twitter est : « The bird is freed », ce qui signifie « L'oiseau a été libéré ». À la suite de ce tweet, le Commissaire européen au Marché intérieur Thierry Breton a lui-même tweeté « In Europe, the bird will fly by our  rules », ce qui signifie « En Europe, l’oiseau volera selon nos règles européennes », qui fait allusion à la réglementation sur les grandes plateformes qui vient d’être adoptée.

## Réactions

### Avant l'annonce
Après l'intronisation de Musk au conseil d'administration de Twitter le 5 avril, Agrawal a écrit qu'il pensait que la nomination de Musk apporterait une valeur à long terme à l'entreprise, tandis que Jack Dorsey a écrit que Musk « se soucie profondément de notre monde et du rôle de Twitter dans celui-ci ». Le 11 avril, Agrawal a déclaré qu'il pensait que le retrait de Musk du conseil d'administration était « pour le mieux », notant que la société « resterait ouverte à sa contribution ». Le lendemain, les actionnaires de Twitter ont poursuivi Musk pour avoir prétendument manipulé le cours de l'action de la société et violé les règles de la SEC.
Le 14 avril, les employés de Twitter ont exprimé leur inquiétude face aux opinions de Musk sur la liberté d'expression,, qui a été reprise par le Washington Post. De nombreux commentateurs et politiciens conservateurs ont exprimé leur enthousiasme pour les modifications de Twitter proposées par Musk. Le 19 avril, la National Urban League a exhorté Twitter à refuser l'offre publique d'achat de Musk, mettant en garde contre des conséquences potentiellement négatives sur les droits civils des utilisateurs. Le 22 avril, les républicains de la Chambre aux États-Unis ont exigé que le conseil d'administration de Twitter conserve tous les dossiers relatifs à la proposition de rachat de Musk, ce qui ouvre la voie à une éventuelle enquête du Congrès après les élections de mi-mandat de 2022. Selon un sondage réalisé par le Center for American Political Studies (CAPS) de l'Université de Harvard et le Harris Poll, 57 % des électeurs américains ont approuvé l'achat de Twitter par Musk. Jimmy Patronis, le directeur financier de la Floride, a salué l'offre de Musk et a critiqué la stratégie de "pilule empoisonnée" de Twitter. Le 25 avril, à la suite d'informations selon lesquelles Twitter était sur le point d'accepter l'offre de Musk, les actions de Twitter ont augmenté de 5 %.

### À la suite de l'annonce
Agrawal a applaudi l'achat et a assuré aux employés qu'aucun licenciement n'était prévu à ce moment-là,. Dorsey a approuvé la vente, affirmant que « reprendre [Twitter] à Wall Street est la bonne première étape » et qu'il faisait confiance à Musk pour être le nouveau propriétaire de l'entreprise. Les législateurs républicains du Congrès américain tels que Jim Jordan, Yvette Herrell, Marsha Blackburn et Ted Cruz ont salué l'accord, le qualifiant de restauration de la liberté d'expression. Au contraire, des législateurs démocrates tels que Pramila Jayapal, Jesús García, Marie Newman et Mark Pocan ont critiqué Musk et le rachat. L'ancien président américain Donald Trump a exprimé son approbation à l'accord, mais a déclaré qu'il ne rejoindrait pas la plate-forme, même s'il n'était pas banni.
Certains utilisateurs et militants LGBTQ + ont exprimé leur appréhension à propos de l'accord sur la base des messages Twitter publiés par Musk se moquant des personnes transgenres, et la crainte que la reformation des comptes Twitter suspendus n'entraîne une augmentation du harcèlement en ligne et des discours de haine,. Les adeptes de la théorie du complot QAnon ont célébré l'achat, estimant que l'approche de liberté d'expression de Musk leur permettrait de revenir sur la plate-forme. Le commissaire de la Commission fédérale des communications (FCC), Brendan Carr, a répondu aux appels à la FCC pour bloquer l'achat en disant qu'elle n'avait pas le pouvoir de le faire, qualifiant ces demandes d'« absurdes ».
Henrik Fisker, cofondateur et PDG du constructeur de véhicules électriques Fisker Inc. — un rival de Tesla — a quitté Twitter peu après l'annonce de l'acquisition. Le fondateur d'Amazon, Jeff Bezos, s'est demandé si l'intérêt commercial de Tesla en Chine donnerait au gouvernement chinois un effet de levier sur Twitter via Musk, avant de répondre que ce ne serait « probablement pas le cas »,. Thierry Breton, le commissaire européen au Marché intérieur, a souligné que « toute entreprise opérant en Europe doit se conformer à [leurs] règles », tandis que l'Union européenne a annoncé que de nouvelles règles en ligne vont remanier le marché numérique et les géants de la technologie.
Au 27 avril, 30 000 nouveaux utilisateurs avaient rejoint les serveurs Mastodon open source. Les comptes Twitter conservateurs ont connu une augmentation significative du nombre d'abonnés, tandis que les comptes libéraux ont connu une légère baisse. De nombreux utilisateurs de gauche ont quitté la plateforme après le rachat.

### Analyses
Elizabeth Lopatto de The Verge a prédit qu'une prise de contrôle de Musk entraînerait un exode massif d'employés et une éventuelle réintégration du compte Twitter de Trump. Jim Cramer de CNBC a estimé que le conseil d'administration de Twitter n'aurait « pas d'autre choix » que de rejeter l'offre de Musk en raison de la responsabilité personnelle potentielle des membres du conseil d'administration. Alex Werpin de The Hollywood Reporter a averti que d'importantes « répercussions de l'accord se feront sentir de loin ». Greg Bensinger du New York Times a écrit que l'acquisition de Musk représentait « le contrôle d'un mégaphone » plutôt que la liberté d'expression. L'analyste boursier Angelo Zino a estimé que la décision de Twitter pouvait provenir de leur prise de conscience qu'« une offre alternative d'un chevalier blanc peut être difficile à trouver » en raison de la baisse des prix des actifs des sociétés de médias sociaux. Kate Klonick, professeur de droit à l'Université St. John's, a déclaré que permettre une « complète liberté d'expression » d'exister sur Twitter ouvrirait la porte à la propagation de la pornographie et des discours de haine. Don Pittis de CBC News a noté que l'achat de Twitter par Musk « a relancé la controverse sur le pouvoir que les riches ont d'influencer le processus démocratique grâce à la propriété de ces plateformes mondiales ». Fergus Ryan, analyste principal à l'Australian Strategic Policy Institute, a estimé qu'« il y aura de nombreuses opportunités pour Pékin de faire pression sur Musk » et a noté le bilan de la Chine en matière d'utilisation des intérêts commerciaux pour obtenir des concessions politiques. L'analyste Mike Proulx de Forrester Research a averti que d'autres entreprises pourraient quitter Twitter si Musk assouplissait ses politiques de modération. Lindsey Bakes de Deseret News a fait valoir que Musk pourrait intégrer la crypto-monnaie au sein de Twitter.

### Après le rachat
Le premier grand annonceur à se manifester dès l'annonce du rachat officialisée est General Motors. Concurrent direct de Tesla, GM a annoncé cesser temporairement de payer pour des pubs sur Twitter. « Nous discutons avec Twitter pour comprendre la direction de la plate-forme sous son nouveau propriétaire ». Les annonceurs sont à la recherche de contenus consensuels et n'apprécient pas les propos haineux et la désinformation. Or le nouveau propriétaire de Twitter se dépeint comme un ardent défenseur de la liberté d'expression.
À la suite du rachat de la plateforme de réseau social, des vagues de départ ont lieu, provoquées par sa gestion des ressources humaines. Outre les salariés licenciés, de nombreux salariés de Twitter sont écœurés par la gestion d'Elon Musk,.
En avril 2023, Elon Musk, a confié lors d'une interview sur Fox News, que son rachat de Twitter pouvait être perçu comme une mauvaise décision financière.

## Plainte contre Elon Musk
La SEC cherche à connaître les conditions dans lesquelles furent prises les premières décisions d'achat d'actions de Twitter par Elon Musk en mars 2023. Notamment les raisons qui ont conduit à déclarer sa participation de 5% au-delà du délai légal. N'ayant pas pu entendre Elon Musk lors d'une audition normale, la SEC a déposé plainte contre Elon Musk afin de le faire témoigner.

## Principales modifications du réseau social après le rachat

### Authentification de compte payante
La gestion chaotique de la nouvelle politique d'authentification fait fuir les annonceurs,,. En effet, les utilisateurs peuvent disposer d'une pastille colorée à côté de leur pseudonyme, icône qui indique un compte officiel. La nouveauté, c'est que pour avoir cette authentification, les utilisateurs doivent payer un abonnement mensuel. Une campagne d'utilisateurs de Twitter, visant à bloquer les comptes certifiés en bleu, est lancée en parallèle par des personnes mécontentes de ce changement.
Ces modifications de Twitter inquiètent aussi les chercheurs, pour lesquels ce réseau social est un terrain d’études scientifiques, car l'obligation de payer pour avoir accès à toutes les fonctionnalités va freiner les projets de recherche.

### Gestion des bannissements et de la visibilité des tweets par Elon Musk
Peu après le rachat par Elon Musk, un certain nombre de comptes critiques du milliardaire sont bloqués, en particulier le compte qui piste les déplacements de son jet privé, celui de la personne qui le gère, et ceux des journalistes qui relaient des informations provenant de ces comptes,. Le compte officiel du réseau social Mastodon, concurrent de Twitter, est également suspendu de même que les insertions de lien vers Mastondon sont interdites,. Plusieurs comptes antifascistes sont suspendus, dont celui de l'organisme de surveillance WaNaziWatch ; aucun compte affilié à l’extrême droite ne l'est en parallèle.
Musk justifie le blocage de journalistes du Washington Post, du New York Times, de Mashable et de CNN par le fait que le partage des coordonnées de son jet privé lui ferait courir un risque d'assassinat, ainsi qu'à sa famille,. Face à la condamnation de cette action par l'ONU, la commission européenne et plusieurs gouvernements, le blocage des journalistes est levé . La tentative d'interdiction de lien vers d'autres réseaux sociaux n'est pas non plus maintenue.
Selon le média Presse-Citron, en février 2023, Elon Musk force un changement de la plate-forme qui oblige 100 % des utilisateurs de Twitter à voir les tweets et les réponses qu'il publie lui-même dans leur fil d'actualités.

### Débannissement de personnalités d'extrême droite et de complotistes
L'arrivée d'Elon Musk permet le retour des discours extrémistes et complotistes sur Twitter,,. Bien qu'il annonce officiellement vouloir permettre à toutes les opinions politiques de s'exprimer grâce à une liberté d'expression absolue, dans les faits, ce sont essentiellement la droite conservatrice et l'extrême droite qui bénéficient des mesures d'Elon Musk, notamment de celles favorisant le retour de comptes écartés pour complotisme ou propos haineux,,,,,.
Les comptes de Donald Trump, de Renaud Camus, de Jean Messiha, d'Hervé Ryssen et de Pierre-Nicolas Nups (condamné pour incitation à la violence et à la haine homophobe en 2018), ont par exemple été débannis,. Le parti d'extrême droite britannique Britain First, banni de Twitter en 2017 pour incitation à la haine et au racisme, a été réintégré et s'est vu offrir un « badge or ». Parmi les comptes débannis, on compte ceux de personnalités condamnées pour homophobie, ainsi que des comptes de néonazis.
Un article publié dans Le Monde met par ailleurs en évidence la nature « ultraconservatrice » de la majorité des internautes avec lesquels Elon Musk dialogue sur Twitter.

### Nomination de Linda Yaccarino
En mai 2023, après plusieurs mois à entretenir un suspense, Elon Musk nomme Linda Yaccarino au poste de DG de Twitter. Figure controversée, elle est connue pour avoir été conseillère sous l’administration de Donald Trump, et pour sa proximité avec le milieu de la droite dure américaine.

### Bilan un an après le rachat
Un an après son rachat, le réseau social Twitter ne ressemble plus à ce qu'il était. Trois points notamment sont à relever.
1. L'instabilité de la tarification est de mise depuis le rachat avec des tests, de nouveaux abonnements ou des modifications des fonctionnalités sur les abonnements en cours.
2. La baisse du nombre d'utilisateurs (225 millions en octobre 2023, soit 11,6 % de moins par rapport à la période ayant précédé le rachat). Cette baisse est due au fait que Twitter n'est plus modéré et que tous les contenus y compris les contenus haineux et complotistes y circulent librement.
3. L'échec de faire de Twitter la super-application à tout faire. Alors que de nombreuses applications proposent déjà les appels audio et vidéo, Twitter en est encore dépourvu[135].

D'un point de vue financier, la dette générée pour le rachat de Twitter (Elon Musk a emprunté 13 milliards de dollars auprès de sept banques internationales dont BNP Paribas et Société générale) est totalement invendable et les banques restent collées avec cette dette. Deux ans après le rachat, cette situation n'a pas évolué, et les banques prêteuses sont toujours détentrices de la dette émise tout en n'arrivant pas à la revendre.
Enfin, les grands annonceurs sont partis de Twitter, la faute au manque de modération du contenu et à la prolifération du contenu problématique.
En janvier 2024, la valeur financière de Twitter a baissé des deux tiers par rapport à la valeur de rachat par Elon Musk (44 milliards de dollars) et ne représente plus que 12,5 milliards de dollars selon le gestionnaire de fonds Fidelity.